# Ван Альфен, Джон
Ян (Джон) Ван Альфен (нидерл. Jan "John" Van Alphen; 17 июня 1914, Антверпен — 19 декабря 1961) — бельгийский футболист, играл на позиции защитника и полузащитника. Участник чемпионата мира 1938 года.

## Биография

### Клубная карьера
В течение 10 сезонов Ван Альфен играл за «Беерсхот», в составе которого выиграл два чемпионских титула в 1938 и 1939 годах. Помимо этого, три раза в 1937, 1942 и 1943 годах становился вице-чемпионом страны. В 1946 году перешёл в «Юнион» из Намюра. В 1948 году перешёл в «Герардсберген», а в 1949 году стал игроком «Патрии» из Тонгерена.

### Карьера в сборной
Дебютировал за сборную Бельгии 3 апреля 1938 года в матче со сборной Нидерландов (1:1) в рамках отборочного турнира на чемпионат мира 1938 года. На чемпионате мира 1938 года сыграл в матче со сборной Франции — Бельгия проиграла 1:3 и выбыла из турнира. Всего за сборную Бельгии сыграл 11 матчей.

### Тренерская карьера
С 1960 по 1961 год работал главным тренером «Зюлте-Варегем».

### Смерть
Скоропостижно скончался 19 декабря 1961 года в возрасте 47 лет от инфаркта миокарда.

## Достижения
«Беерсхот»
- Чемпион Бельгии (2): 1937/38, 1938/39